# 汪漋
汪漋（1669年—1742年），字岵懷，號荇洲，安徽休寧人。清朝政治人物。

## 生平
生於康熙八年（1669年），居湖北江夏，康熙三十二年（1693年）癸酉科舉人，康熙三十三年（1694年）甲戌科進士，選庶吉士，散館授翰林院檢討。康熙三十九年充庚辰科會試同考官。康熙四十七年充任《廣群芳譜》之編校官，康熙四十九年《淵鑒類函》之校錄官。康熙五十一年充浙江鄉試正考官。康熙五十三年以翰林侍讀學士提督浙江學政。雍正二年，升詹事府少詹事。歷任廣西巡撫、江西巡撫、光祿寺卿、工部左侍郎、戶部右侍郎等職。官至大理寺卿。卒於乾隆七年（1742年）八月。